# Liste der Naturdenkmale in Lösnich
Die Liste der Naturdenkmale in Lösnich nennt die im Gemeindegebiet von Lösnich ausgewiesenen Naturdenkmale (Stand 11. März 2024).

## Ehemalige Naturdenkmale
| Nr. | Bezeichnung         | Lage                       | Beschreibung                           | Bild                                    |
| --- | ------------------- | -------------------------- | -------------------------------------- | --------------------------------------- |
|     | Ausländische Kiefer | Fährstraße, bei Nr. 2 Lage | Pinus sp.; Rechtsverordnung aufgehoben | Direkt Bild zu diesem Denkmal hochladen |